# Fernandel
Fernand Joseph Désiré Contandin (Marseille, 8. svibnja 1903. – Marseille, 26. veljače 1971.) bio je francuski filmski glumac 
Sa svojim ocem, glumcem, nastupa u kazalištu od malih nogu. Poslije radi kao lučki radnik, prodavač, a neko vrijeme je bio i bankovni činovnik. Pravu zabavljačku karijeru započinje u Parizu, gdje vrlo brzo postaje popularan. Na početku karijere sudjelovao je u izvedbama opereta i cafe-koncerata, music-halla. Svojom izražajnom i osobnom fizionomijom, smislom da na groteskno prikaže likove, ali da ih dramski oblikuje, privukao je autore i publiku. 
Mnogi komercijalni autori pisali su scenarije isključivo za njega. Prvi se put pojavljuje na filmu 1930. godine u filmu "Crno i bijelo", a glumio je u više od 130 filmova od kojih su najpoznatiji "Pozivnica za ples", "Bonifacije mjesečar", "Crvena krčma" i "Don Camillo". 

## Filmografija
- "Leteći ormar"
- "Angele"
- "Don Camillo"
- "Zabranjeno voće"
- "Čovjek u kišnom ogrtaču"